# Take Off (Film)
Take Off ist ein klassischer US-amerikanischer Pornofilm aus dem Jahr 1978.

## Handlung
Der Multimillionär und frühere Gangster Darrin Blue ist gegen Ende der 1970er über 70 Jahre alt, sieht aber sehr jugendlich aus. Von einer Geliebten (Leslie Bovee) darauf angesprochen, enthüllt er, dass er in den 1920ern eine ältere Geliebte (Georgina Spelvin) hatte, die die beiden von ihrem Chauffeur beim Freiluftsex filmen ließ. Bei Betrachtung des Films wünschte er sich, dass statt seiner sein Abbild im Film altern möge, er selbst aber dauerhaft jung bleibe. So geschieht es. In verschiedenen Szenen folgt Take Off dem Leben Darrin Blues durch die Jahrzehnte.
Der Film ist eine Porno-Interpretation des Werkes Das Bildnis des Dorian Gray von Oscar Wilde. Er lehnt sich dabei in Aussehen und Verhalten der Hauptfigur Darrin Blue in den diversen Vignetten an zeittypische Hollywoodstars wie James Cagney, Humphrey Bogart und Marlon Brando an und enthält viele Anspielungen auf bekannte Filme wie Sunset Boulevard.

## Kritiken
Adult Movies nennt den Film „ziemlich ehrgeizig“ (“quite ambitious”) und „sehr unterhaltsam, besonders für Bewunderer der Filmgeschichte“ (“very entertaining, especially for admirers of movie history”). Robert H. Rimmer stuft den Film in seinem X-Rated Videotape Guide als Klassiker (Classic) und sammelnswert (Collector’s Choice) ein.

## Auszeichnungen
Im Jahr 1978 wurden Armand Weston (Bester Regisseur) und Georgina Spelvin (Beste Nebenrolle) mit einem AAFA Award ausgezeichnet. Take Off wurde in die XRCO Hall of Fame aufgenommen.